# بندیکت فریدلندر
بندیکت فریدلندر (آلمانی: Benedict Friedlaender؛ زاده ۸ ژوئیهٔ ۱۸۶۶ درگذشته ۲۱ ژوئن ۱۹۰۸) یک فیزیک‌دان، سکس‌شناس، جامعه‌شناس، اقتصاددان، آتشفشان‌شناس اهل آلمان بود.